# Calephorus
Calephorini
Tribu
Genre
Calephorus est un genre d'orthoptères caelifères de la famille des Acrididae et de la sous-famille des Acridinae. C'est le seul genre de la tribu des Calephorini.

## Systématique
Pour OrthopteraSF, l'auteur de la tribu des Calephorini est Henry B. Johnston (d) en 1956, dès lors que pour BioLib, il s'agirait de X. Yin en 1982.

## Liste d'espèces
Selon Orthoptera Species File (15 avril 2021) :
- Calephorus compressicornis (Latreille, 1804) - Europe, Afrique du Nord - espèce type
- Calephorus ornatus (Walker, F., 1870) - Madagascar
- Calephorus vitalisi Bolivar, I., 1914 - Indochine

## Publication originale
- (de) Fieber F. X., 1853 : « Synopsis der europäischen Orthopteren ». Lotos, Prague 4, 146-261.